# Antweiler
Antweiler là một xã thuộc huyện Ahrweiler, trong bang Rheinland-Pfalz, phía tây nước Đức. Xã Antweiler có diện tích 4,46 km², dân số thời điểm ngày 31 tháng 12 năm 2006 là 570 người.